# ماریو میونی
ماریو میونی (انگلیسی: Mario Meoni; ۲۲ ژانویهٔ ۱۹۶۵ – ۲۳ آوریل ۲۰۲۱) سیاستمدار آرژانتینی بود که از ۲۰۱۹ تا هنگام مرگش در ۲۳ آوریل ۲۰۲۱ در سمت وزیر حمل و نقل آرژانتین خدمت می‌کرد. او پیش از این از ۲۰۰۳ تا ۲۰۱۵ شهردار خونین در استان بوئنوس آیرس بود.

## مرگ
در ۲۳ آوریل ۲۰۲۱ میونی در حالی‌که به سمت خانه خود در خونین می‌رفت و با یک خودروی فورد موندئو درحال رانندگی بود، قبل از ساعت ۲۲:۰۰، کنترل خود را از دست داد و در اتوبان ۷ که در نزدیکی سان آندرس دو گیلس قرار داشت خودرویش واژگون گردید و سبب کشته شدن وی شد. او ۵۶ سال داشت.